# 康乃狄克州學院和大學列表
以下是康乃狄克州目前运营的公立和私立高等教育机构列表。

## 公立
- 中康涅狄格州立大學（Central Connecticut State University）
- 州立查特爾奧克學院（Charter Oak State College）
- 東康涅狄格州立大學（Eastern Connecticut State University）
- 南康涅狄格州立大學（Southern Connecticut State University）
- 聖艾爾奉薩斯學院（St. Alphonsus College）
- 聖約瑟夫學院（St. Joseph College）
- 康涅狄格大學（University of Connecticut）
- 西康涅狄格州立大學（Western Connecticut State University）

## 私立
- 阿爾貝圖斯馬格納斯學院（Albertus Magnus College）
- 康涅狄格學院（Connecticut College）
- 費爾菲爾德大學（Fairfield University）
- 郵政大學（Post University）
- 昆尼皮雅克學院（Quinnipiac College）
- 聖心大學（Sacred Heart University）
- 三一學院（Trinity College）
- 橋港大學（University of Bridgeport）
- 哈特福大學（University of Hartford）
- 紐罕文大學（University of New Haven）
- 維思大學（Wesleyan University）
- 耶魯大學（Yale University）